# Daniel Zelinsky
Daniel Zelinsky (* 22. November 1922 in Chicago; † 16. September 2015) war ein US-amerikanischer Mathematiker, der sich mit Algebra beschäftigte.

## Leben und Wirken
Zelinsky studierte an der University of Chicago mit dem Bachelor-Abschluss 1941 und dem Master-Abschluss 1943, war danach dort Instructor (und 1944/46 Assistent in der Gruppe für Angewandte Mathematik der Columbia University) und wurde 1946 bei Abraham Adrian Albert in Chicago promoviert (Integral sets of quasiquaternion algebras). 1947 bis 1949 war er am Institute for Advanced Study. 1949 wurde er Assistant Professor und später Professor an der Northwestern University. 1993 wurde er emeritiert. 1975 bis 1978 stand er der Mathematikfakultät vor.
Er befasste sich besonders mit Ringen und homologischer Algebra.
Er war Mitglied der American Association for the Advancement of Science (AAAS), deren Sektion A er 1984 bis 1987 vorstand. 1983 wurde er Fellow der AAAS.
Zu seinen Doktoranden zählt Andy Magid.

## Schriften
- Herausgeber: Brauer groups : proceedings of the Conference held at Evanston, October 11–15, 1975, Springer 1976